# Rangapur (Kapilvastu)
Rangapur (nepalski: रंगपुर) – gaun wikas samiti w zachodniej części Nepalu w strefie Lumbini w dystrykcie Kapilvastu. Według nepalskiego spisu powszechnego z 2001 roku liczył on 629 gospodarstw domowych i 4172 mieszkańców (2062 kobiet i 2110 mężczyzn).